# Poka-yoke

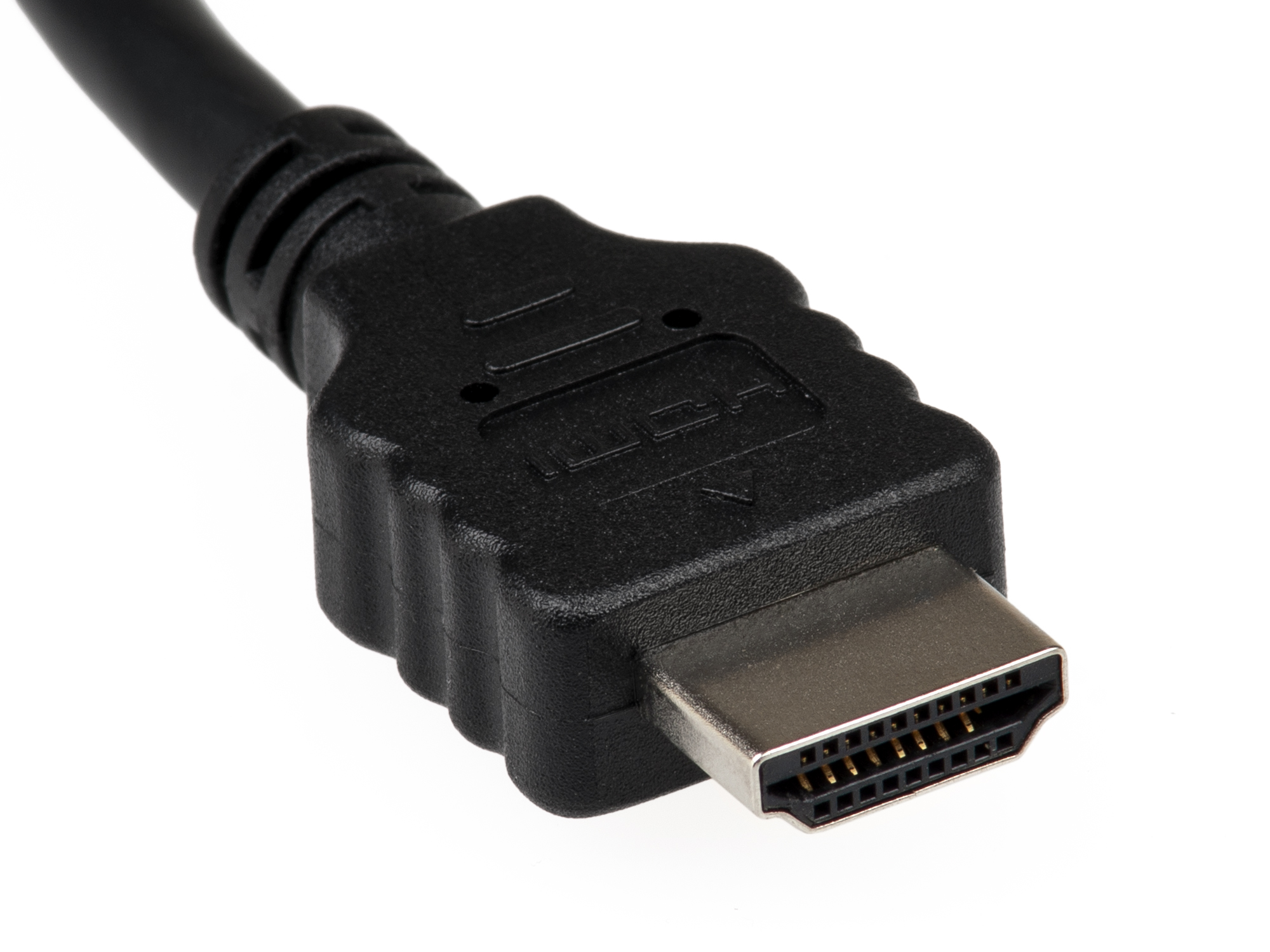
El conector HDMI es un poka-yoke que no permite conectarlo al revés.

Un poka-yoke (en japonés, ポカヨケ; literalmente, «a prueba de errores») es una técnica de calidad que se aplica con el fin de evitar errores en la operación de un sistema. Por ejemplo, el conector HDMI es un poka-yoke, puesto que no permite conectarlo al revés.
Algunos autores manejan el poka-yoke como un «sistema a prueba de tontos» (baka-yoke, en japonés) que garantiza la seguridad de la maquinaria ante los usuarios y procesos y la calidad del producto final. De esta manera, se evitan accidentes de cualquier tipo.[cita requerida] Estos dispositivos los introdujo el ingeniero Shigeo Shingo en la empresa Toyota en la década de 1960, dentro de lo que se conoce como sistema de producción Toyota. Aunque con anterioridad ya existían poka-yokes, no fue sino hasta su introducción en esa empresa cuando se convirtieron en una técnica común para el control de calidad.
Shingo afirmaba que la causa de los errores estaba en los trabajadores y que los defectos en las piezas fabricadas se producían porque no se corregían. Consecuente con tal premisa, cabían dos posibilidades u objetivos a lograr con el poka-yoke:
- Imposibilitar de algún modo el error humano; por ejemplo, los cables para la recarga de baterías de teléfonos móviles y dispositivos de corriente continua solo pueden conectarse con la polaridad correcta, siendo imposible invertirla, ya que los pines de conexión son de distinto tamaño o forma.
- Resaltar el error cometido de tal manera que sea obvio para quien lo ha cometido. Shingo cita el siguiente ejemplo: un trabajador ha de montar dos pulsadores en un dispositivo colocando debajo de ellos un muelle; para evitar la falta de este último en alguno de los pulsadores, se hizo que el trabajador cogiera antes de cada montaje dos muelles de la caja donde se almacenaban todos y los depositase en una bandeja o plato; una vez finalizado el montaje, el trabajador se podía percatar de inmediato del olvido con un simple vistazo a la bandeja, algo que resulta imposible si se observa la caja donde se apilaban montones de muelles.

Este sistema radica en lo sencillo y en lo simple. Hace énfasis en la realización de cosas obvias en las que detecta errores o evitan que se cometan. El objetivo final es concretar un proceso o terminar un producto sin la posibilidad de que exista un defecto.

## Lospoka-yokesen la actualidad
A esta fecha, los poka-yokes suelen consistir en:
- un sistema de detección, cuyo tipo dependerá de la característica a controlar y en función del cual se suelen clasificar y
- un sistema de alarma (visual y sonora, comúnmente) que avisa al trabajador que se produjo un error, para que lo subsane.
- un orden obligatorio de etapas para asegurar que no se puede ejecutar una etapa sin haber realizado la anterior. Por ejemplo, retirar la tarjeta del cajero automático para poder tener el dinero.

### Principales funciones
Como sistema completo, es poco común, en comparación con otras teorías de mejora continua, sobre todo en empresas occidentales. En su país de origen, Japón, es una metodología imprescindible para las empresas. Ha evolucionado desde su aparición y se ha ido volviendo más adaptable a distintos ámbitos y áreas de la organización. Sin embargo, ha mantenido su exigencia con respecto a la eficacia de los métodos que utiliza. Los administradores utilizan sus métodos para lograr la calidad organizacional.
Hoy en día, sí es muy común ver dispositivos «a prueba de errores» en actividades cotidianas, no solo dentro de una empresa de producción o de servicio, sino en la vida común de las personas. Los sencillos métodos poka-yoke son una ventaja para todos los usuarios, pues con ellos pueden evitarse errores, incluso es posible salvar vidas. También aparecen en numerosos artefactos tecnológicos y en software, y para los fabricantes es una garantía que los consumidores utilicen correctamente su producto.
Este sistema se ha visto influido por el éxito de otras teorías de calidad, lo que se complementa con herramientas para que la empresa en la que opera logre sus objetivos cumpliendo con la satisfacción del cliente.